# Borgoratto Mormorolo
Borgoratto Mormorolo är en ort och kommun i provinsen Pavia i regionen Lombardiet i Italien. Kommunen hade 417 invånare (2018).